# Joshua Bell
Joshua David Bell (Bloomington, 9 dicembre 1967) è un violinista statunitense.

## Biografia
Figlio di uno psicologo e di una terapeuta, Joshua Bell ha iniziato lo studio del violino all'età di 5 anni, prendendo lezioni da Josef Gingold, Donna Bricht, Mimi Zweig e Ivan Galamian. Nel 1989 riceve dall'Indiana University, l'Artist Diploma in Violin Performance.
A quattordici anni è apparso per la prima volta come solista con la Philadelphia Orchestra diretta da Riccardo Muti.
Ha ricevuto 6 nominations ai Grammy Awards, ma ha vinto solo nel 2001 aggiudicandosi il premio alla miglior interpretazione strumentale solista (con orchestra) per l'esecuzione del concerto per violino di Nicholas Maw; ha ottenuto altri riconoscimenti come il Mercury Music Price, l'Indiana Governor's Arts Award e moltissimi altri.
Dal 2011 dirige l'Academy of Saint Martin in the Fields.

### Vita privata
Bell ha avuto tre figli dalla relazione con la violinista italiana Lisa Matricardi. Attualmente è legato sentimentalmente alla cantante d'opera portoricana Larisa Martinez.

## Discografia parziale
- Corigliano: Il violino rosso - Joshua Bell/Philharmonia Orchestra/Esa-Pekka Salonen, 1998 Sony BMG - Oscar alla migliore colonna sonora 1999
- Maw, Concerto for Violin and Orchestra - Joshua Bell, London Philharmonic Orchestra & Sir Roger Norrington, 1999 Sony - Miglior interpretazione solista di musica classica con orchestra (Grammy) 2001
- Bernstein, West Side Story Suite - David Zinman, Joshua Bell & Philharmonia Orchestra, 2000 Sony - 3ª posizione nella classifica Classical Albums
- Béla Fleck, Perpetual Motion - Béla Fleck, Evelyn Glennie, James Bryan Sutton & John Williams, 2001 Sony - Grammy Award for Best Classical Crossover Album 2002
- Iris (Music from the Motion Picture), James Horner & Joshua Bell - 2001 Sony
- Ladies in Lavender (Original Motion Picture Soundtrack), Joshua Bell - 2003 Sony
- Joshua Bell, Romance of the Violin - 2003 Sony
- Voice of the Violin, Joshua Bell - 2006 Sony - 2ª posizione nella classifica Classical Albums
- Vivaldi, The Four Seasons - Joshua Bell & Academy of St. Martin In the Fields - 2008 Sony - 1ª posizione nella classifica Classical Albums
- At Home With Friends (Chris Botti, Sting, Josh Groban, Edgar Meyer, Dave Grusin, ecc.) Joshua Bell - 2009 Sony - 1ª posizione nella classifica Classical Albums e 10ª posizione in Grecia
- Hans Zimmer, Joshua Bell – Illuminati (Angels & Demons Angeli e demoni (film)), 2009 Sony
- French Impressions, Joshua Bell e Jeremy Denk - 2012 Sony - 2ª posizione nella classifica Classical Albums

## Curiosità
- Suona uno Stradivari del 1713 chiamato Gibson ex Huberman ed è suo il violino solista nella colonna sonora del film Angeli e demoni di Ron Howard.
- Nel 1999 esegue il brano "Concerto in D Minor for Two Violins" di Mason Daring con Itzhak Perlman nella colonna sonora del film La musica del cuore nel quale appare anche come attore.
- Il 12 gennaio 2007, in un esperimento su iniziativa dell'editorialista Gene Weingarten del Washington Post, Bell suonò in incognito come musicista di strada nell'atrio della stazione L'Enfant Plaza della metropolitana di Washington nell'ora di punta al mattino. L'esperimento venne videoregistrato da una telecamera nascosta; di 1.097 persone transitate, solo sette si fermarono brevemente ad ascoltarlo e solo una lo riconobbe. Per la sua performance di quasi 45 minuti, Bell raccolse $32,17 da 27 passanti. Solo tre giorni prima aveva fatto il tutto esaurito, con un repertorio simile, alla Symphony Hall di Boston, dove il prezzo per un posto in platea era di 100 dollari. Per l'articolo su questo esperimento, intitolato Pearls Before Breakfast, pubblicato l'8 aprile del 2007, Weingarten vinse il Premio Pulitzer 2008 per il miglior articolo.[2][3]